# Сан Фернандо (Тринидад и Тобаго)
Сан Фернандо (шп. City of San Fernando), је најнасељенији град и друга најнасељенија општина на Тринидаду и Тобагу, после Чагуанаса. Сандо, како је још познат, заузима 19 km² и налази се у југозападном делу острва Тринидад. На северу је омеђен реком Гваракара, на југу реком Оропуче, на истоку аутопутем Сир Соломон Хочој, а на западу заливом Парија. Бивша општина је подигнута у статус градске корпорације 18. новембра 1988. Мото Сан Фернанда је: "Санитас Фортис" - У здравој средини ћемо пронаћи снагу. Многи локални Тринидађани називају град скраћеним именом „Сандо“. Сан Фернандо се назива „индустријска престоница“ Тринидада и Тобага због близине рафинерије нафте Поинт-а-Пјер и многих других петрохемијских предузећа, фабрика за прераду гвожђа и челика и топионица алуминијума на местима као што су Поинт Лисас у Куви, Поинт Фортин и Ла Бреа.

## Историја
Будући град Сан Фернандо први пут се помиње 1595. године, када је сер Волтер Рели ушао у Паријски залив у потрази за Ел Дорадом. Тада је на том месту било индијанско насеље. Године 1687. капуцини су покушали да преобрате Индијанце у хришћанство. Године 1784. Гувернер Тринидада, који је стигао, Хосе Марија Чакон, поделио је земљу насељеницима и почео да активно развија регион. Године 1792. прогласио је насеље за градић и дао му данашње име у част сина шпанског краља Карла IV Фернанда, који је касније постао краљ Фердинанд VII.
Град се развио као типичан шпански колонијални град: централни трг, насип, „кућа владе” на шпанском. Каса Реал), затвор, црква .
У пожару је град уништен 1818. године, а до 1846. обновљена до садашњих граница. Године 1853. постао је варош а град 18. новембра 1989. године..

## Географија
Сан Фернандо је приморски град. Омеђена је реком Гваракара на северу, аутопутем Сир Соломон Хочој на истоку, Јужним главним путем на југоистоку и реком Оропуче на југу. Сам град се налази на боковима два брда - брда Сан Фернандо (раније познато као брдо Напарима) и брда Александра. Неколико вила на врху куће Александра Хила припадају неким од истакнутијих породица Сан Фернандиан. Реке Сиперо, Вистабеља, Марабеља и Годинеау улазе у море унутар граница града.

## Демографија

### Клима
Сан Фернандо има тропску монсунску климу са влажном сезоном која траје од маја до јануара и сушном сезоном која траје од фебруара до априла.
| Клима Сан Фернанда, Тринидад и Тобаго | Клима Сан Фернанда, Тринидад и Тобаго | Клима Сан Фернанда, Тринидад и Тобаго | Клима Сан Фернанда, Тринидад и Тобаго | Клима Сан Фернанда, Тринидад и Тобаго | Клима Сан Фернанда, Тринидад и Тобаго | Клима Сан Фернанда, Тринидад и Тобаго | Клима Сан Фернанда, Тринидад и Тобаго | Клима Сан Фернанда, Тринидад и Тобаго | Клима Сан Фернанда, Тринидад и Тобаго | Клима Сан Фернанда, Тринидад и Тобаго | Клима Сан Фернанда, Тринидад и Тобаго | Клима Сан Фернанда, Тринидад и Тобаго | Клима Сан Фернанда, Тринидад и Тобаго |
| Показатељ \ Месец                     | .Јан.                                 | .Феб.                                 | .Мар.                                 | .Апр.                                 | .Мај.                                 | .Јун.                                 | .Јул.                                 | .Авг.                                 | .Сеп.                                 | .Окт.                                 | .Нов.                                 | .Дец.                                 | .Год.                                 |
| ------------------------------------- | ------------------------------------- | ------------------------------------- | ------------------------------------- | ------------------------------------- | ------------------------------------- | ------------------------------------- | ------------------------------------- | ------------------------------------- | ------------------------------------- | ------------------------------------- | ------------------------------------- | ------------------------------------- | ------------------------------------- |
| Максимум, °C (°F)                     | 29,3 (84,7)                           | 29,7 (85,5)                           | 30,3 (86,5)                           | 31,2 (88,2)                           | 31,0 (87,8)                           | 30,2 (86,4)                           | 30,1 (86,2)                           | 30,6 (87,1)                           | 31,1 (88)                             | 30,9 (87,6)                           | 30,6 (87,1)                           | 29,8 (85,6)                           | 30,4 (86,73)                          |
| Просек, °C (°F)                       | 25,0 (77)                             | 25,0 (77)                             | 25,6 (78,1)                           | 26,5 (79,7)                           | 26,9 (80,4)                           | 26,3 (79,3)                           | 26,2 (79,2)                           | 26,4 (79,5)                           | 26,7 (80,1)                           | 26,6 (79,9)                           | 26,3 (79,3)                           | 25,5 (77,9)                           | 26,08 (78,95)                         |
| Минимум, °C (°F)                      | 20,7 (69,3)                           | 20,4 (68,7)                           | 20,9 (69,6)                           | 21,8 (71,2)                           | 22,8 (73)                             | 22,5 (72,5)                           | 22,4 (72,3)                           | 22,3 (72,1)                           | 22,4 (72,3)                           | 22,4 (72,3)                           | 22,0 (71,6)                           | 21,2 (70,2)                           | 21,82 (71,26)                         |
| Количина падавина, mm (in)            | 77 (3,03)                             | 42 (1,65)                             | 43 (1,69)                             | 56 (2,2)                              | 84 (3,31)                             | 193 (7,6)                             | 214 (8,43)                            | 235 (9,25)                            | 182 (7,17)                            | 157 (6,18)                            | 184 (7,24)                            | 132 (5,2)                             | 1,599 (62,95)                         |
| Извор: Climate-data.org               |                                       |                                       |                                       |                                       |                                       |                                       |                                       |                                       |                                       |                                       |                                       |                                       |                                       |